# Pleurothallis scabrilinguis
Pleurothallis scabrilinguis är en orkidéart som beskrevs av John Lindley. Pleurothallis scabrilinguis ingår i släktet Pleurothallis och familjen orkidéer. Inga underarter finns listade i Catalogue of Life.